# Nishikawa (Niigata)
Nishikawa (jap. 西川町, -machi) war eine Gemeinde im Landkreis Nishikambara, Präfektur Niigata, Japan. Sie wurde im März 2005 in die Stadt Niigata eingemeindet.
Das Rathaus von Nishikawa ist heute der Sitz der Verwaltung des Stadtbezirkes Nishikan-ku.